# Parafulmine

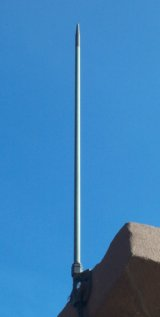
Parafulmine.

Il parafulmine è un dispositivo atto ad attrarre e disperdere le scariche elettriche atmosferiche. Venne inventato da Benjamin Franklin, fisico statunitense, e fu applicato per la prima volta con successo a Parigi il 10 maggio 1752.

## Principi fisici del parafulmine

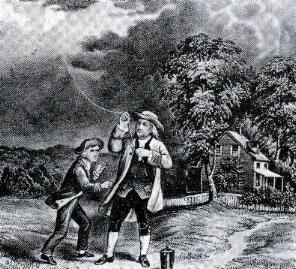
B. Franklin cattura energia elettrostatica con un aquilone, filo di seta e bottiglia di Leida.

Per arrivare al parafulmine Franklin aveva fatto alcune importanti considerazioni sulle scariche elettriche atmosferiche, arrivando a stabilire che i danni da queste provocati non erano dovuti tanto alla loro potenza, quanto al calore che esse generavano nell'impatto con qualsiasi oggetto. Inoltre scoprì che quando un fulmine, che non è altro che una scarica elettrica, colpisce un oggetto, lo attraversa soltanto per una parte: bisognava quindi pensare a qualcosa che attirasse il fulmine e ne disperdesse la forza per mezzo di un percorso obbligato.
Scoprendo la particolarità delle punte metalliche, quelle in oro soprattutto, di attirare le scariche elettriche, agendo quindi come una sorta di calamita nei confronti del fulmine, Franklin risolse la difficoltà maggiore: quella di catturarlo durante la sua scarica. Il parafulmine consiste quindi in una lunga e sottile asta metallica con la punta rivestita di un metallo nobile (privo intrinsecamente di strati superficiali di ossidi e quindi ad alta conduttività elettrica) posta sulla sommità dell'edificio da salvaguardare; da questa deriva un filo metallico che viene collegato a terra: la scarica elettrica viene attirata dalla punta e dispersa a terra mediante il filo.
Inoltre il parafulmine, a causa della sua forma, ha anche un'azione preventiva nei confronti del fulmine, per il fatto che il suolo e il parafulmine (collegato a terra) si polarizzano per induzione in risposta alla carica presente sulla parte inferiore della nuvola. Il parafulmine, così polarizzato, grazie al potere disperdente delle punte, contribuisce a diminuire la differenza di potenziale esistente tra la nuvola e il suolo, rendendo meno probabile che si raggiunga il potenziale minimo capace di dare inizio alla scarica.
Causa le elevate correnti e tensioni che lo attraversano, il cavo per lo scarico del fulmine non può essere schermato. In genere di rame, deve avere una sezione adeguata per evitare la dispersione di corrente nello spazio circostante. Per le stesse ragioni, il collegamento fra la punta del parafulmine e la messa a terra deve essere il più breve possibile, possibilmente in linea retta, in particolare evitando curvature repentine o spire che ne aumenterebbero l'impedenza elettrica.

## Tipi di parafulmine (LPS Lightning Protection System)

### LPS esterni (o impianti di protezione contro le scariche atmosferiche dirette)

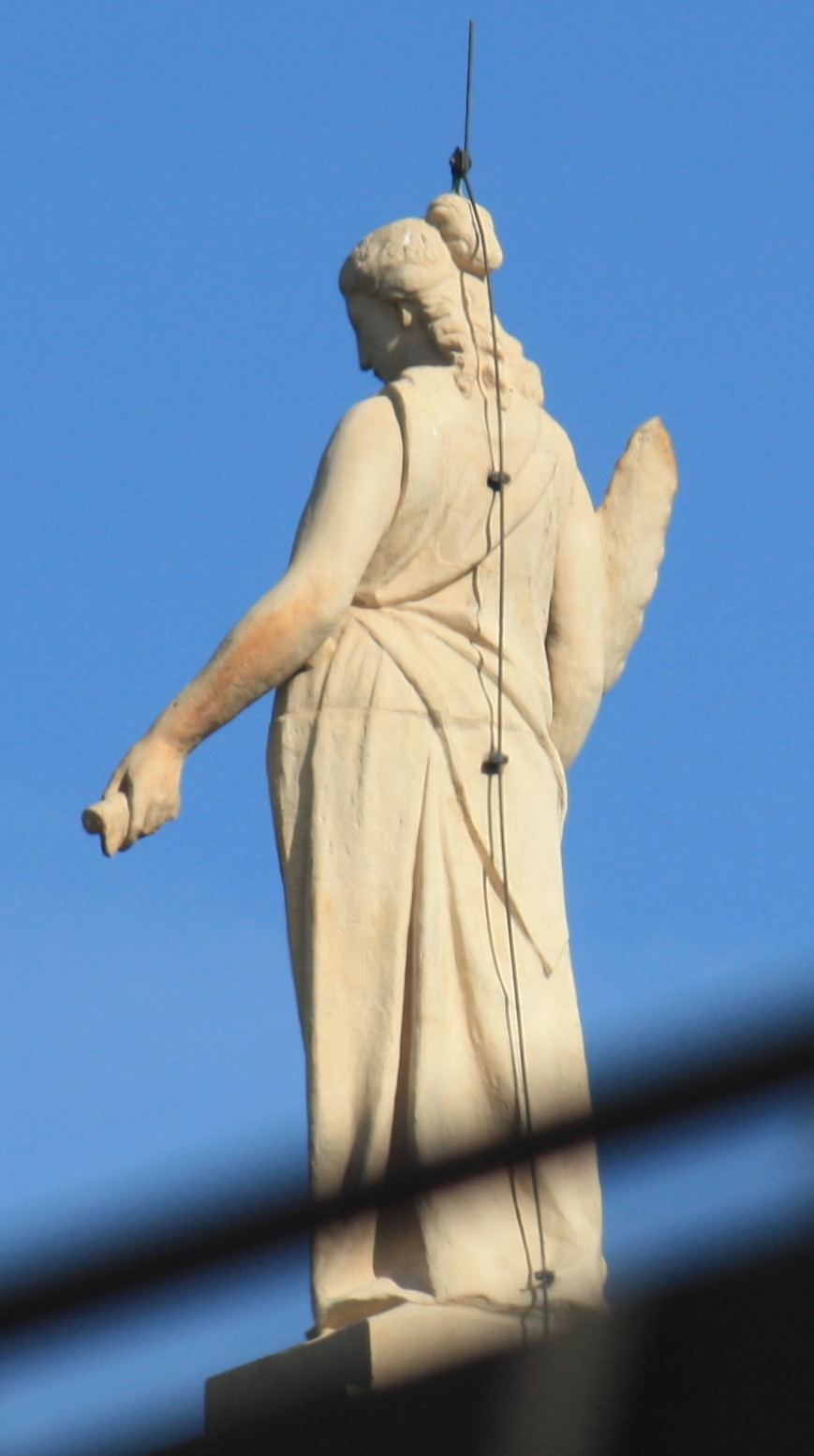
Parafulmine su una statua

- Attirafulmine a stilo. Costituito essenzialmente da un'asta metallica, che termina con una o più punte, disposta sul punto più alto dell'oggetto da proteggere (edifici molto alti, torri, campanili). L'asta è collegata elettricamente mediante una fune metallica conduttrice (treccia di rame) a uno o più dispersori (piastre, tubi di acciaio o rame zincato) posti nel terreno e collegati tra loro e/o ad altri conduttori presenti nel terreno (tubi dell'acqua).
- Gabbia di Faraday. Per la protezione di edifici più estesi si possono usare diverse aste in parallelo poste su più punti (esempio le guglie del Duomo di Milano) e collegate tra loro con una rete di conduttori e con diverse discese che avvolgono tutto l'edificio come una gabbia. A sua volta la rete di messa a terra collega tutte le singole discese sfruttando il principio della gabbia di Faraday. Il principio della gabbia di Faraday non è applicabile a un fenomeno essenzialmente elettrodinamico come il fulmine, ma a conduttori statici. Se il principio della gabbia di Faraday afferma che la carica elettrica si distribuisce in modo uniforme su una superficie metallica chiusa, che diviene equipotenziale (e quindi con equiprobabilità di fulminazione in tutti i punti), sempre dal teorema di Gauss applicato a una geometria irregolare segue il "potere delle punte", vale a dire la tendenza della carica elettrica (e quindi della probabilità di fulminazione) ad accumularsi dove è maggiore la densità superficiale di campo elettrico: essendo il campo uniforme (linee di campo elettrico a divergenza zero), esso si accumula sulle punte, che sono la superficie più piccola. Tutti i dispositivi basati sulla gabbia di Faraday aumentano i danni e i pericoli di fulminazione; essi, in particolare, oltre a non ridurre la probabilità di fulminazione nello spazio circostante il parafulmine (con una minore resistenza elettrica locale indotta, es. da punte di conduttore o da isotopi radioattivi), accrescono al contrario il pericolo di fulminazione delle strutture che dovrebbero proteggere, specialmente se la rete metallica è parallela alla direzione di caduta del fulmine. Per questi motivi, la normativa prevede in genere una distanza di sicurezza fra la gabbia metallica e l'edificio da proteggere.
- Funi di guardia. Al di sopra delle linee ad alta tensione dei cavi in acciaio sono collegati a terra tramite i piloni di sostegno della linea (tralicci metallici) evitando che eventuali sovratensioni generate da elevati campi elettrostatici associati vadano a interessare i cavi sottostanti che conducono la corrente. Con lo stesso principio al di sopra delle navi vi sono dei cavi metallici collegati con parte dello scafo immerso nell'acqua e quindi buon conduttore della corrente.
- Parafulmine laser. Viene usato per proteggere le centrali elettriche e si basa sul principio che fasci di laser infrarossi o ultravioletti con opportuna lunghezza d'onda creano una ionizzazione dell'aria costituendo un cammino conduttore preferenziale alla scarica del fulmine.

### Parafulmine radioattivo
Nelle punte del parafulmine, una sostanza radioattiva ionizza l'aria circostante creando così uno stato di plasma e una via preferenziale al passaggio di corrente (minore resistenza) rispetto all'aria circostante, aumentando la probabilità di scarica. Il parafulmine termina con una o più punte, oppure con un'ellisse, a forma di aureola. In genere era installato in edifici pubblici o campanili e chiese. Allo scopo si utilizzavano radionuclidi alfa emettitori, la cui emissione, contrariamente alle particelle beta e ai raggi gamma, è fortemente schermata dall'aria già a 20 cm di distanza dalla terminazione del parafulmine. 

L'inserimento del materiale radioattivo era obbligatorio per la normativa UNI-CEI precedente il 1981, mentre dal 2000 è di obbligo lo smaltimento dei parafulmini radioattivi finora installati. Singoli cittadini possono chiedere alla ASL in comodato un contatore Geiger, oppure chiedere che siano ASL o ARPA a eseguire le rilevazioni, e qualora siano superati i limiti di esposizione alla radioattività, le autorità sanitarie possono ordinare la bonifica, a carico dei proprietari. Il pericolo dei parafulmini radioattivi è il danneggiamento a seguito di scariche elettriche, ossidazione di parti metalliche, usura dovuta agli agenti atmosferici, e la dispersione di polveri di materiale radioattivo portate dall'aria anche a grandi distanze. I radionuclidi utilizzati erano:
- il bismuto 214: per una sorgente di 37 MBq, restando un'ora in prossimità di un parafulmine, si assorbe la dose equivalente a un anno di dose massima definita dall'OMS;
- il radio 226: ha un tempo di dimezzamento di 1.600 anni, fra i più lunghi, e una emissione 20 volte superiore, per cui bastano 5 minuti di esposizione per raggiungere la dose massima/anno;
- l'americio 241, con un tempo di decadimento della radioattività originale pari a 432 anni.

### LPS interni (o impianti di protezione da sovratensioni)
Installato un LPS esterno (parafulmine), viene inserito nell'impianto un secondo livello di protezione con l'SPD di Classe 1 ed eventuali altri SPD di Classe 2. Gli scaricatori di corrente e/o tensione (noti anche come "SPD", o Dispositivi di Protezione dalla Sovratensioni), proteggono l'impianto elettrico e singoli componenti del sistema da elevate sovratensioni transitorie di qualsiasi natura, sia da fulminazione diretta (come opera già il parafulmine), sia da fulminazione indiretta o manovre sull'impianto o sulla rete elettrica esterna di alimentazione.

I dispositivi di Classe 1 si installano nel quadro generale, punto di origine dell'impianto elettrico, sono progettati per resistere alla fulminazione diretta, e richiedono che sia collegata una messa a terra.
Gli SPD di Classe 2 richiedono che siano installati almeno una messa a terra e l'SPD di Classe 1, si installano su quadri elettrici secondari cui sono collegati dispositivi elettrici o elettronici di valore e/o più sensibili alle variazioni di corrente e tensione, e sono progettati per resistere alle molto meno intense correnti e tensioni della fulminazione indiretta, ma sono più duraturi nel tempo. Queste protezioni sono appunto dette secondarie, perché hanno una qualche utilità solo se collegate direttamente a una messa a terra nel singolo impianto, e in presenza di una protezione "primaria" (un parafulmine) nello stesso impianto o comunque nelle vicinanze.
Qualsiasi punto dell'impianto nel quale è installato un SPD, di Classe 1 o 2, dovrebbe essere collegato direttamente a una messa a terra, cui deviare la scarica.
I dispositivi in commercio devono essere omologati secondo la normativa CEI 81-10, e proteggono sia da sovracorrenti sia da sovratensioni. Gli SPD di Classe 1 sono testati per deviare dall'impianto alla messa a terra almeno una volta senza deteriorarsi una corrente di scarica con forma d'onda 10/350 microsecondi. Quelli con Classe di Prova 2 sono testati con una corrente di scarica avente forma d'onda 8/20 microsecondi, senza deteriorarsi per almeno 20 volte consecutive (20 scariche prima del fine vita).
Gli SPD di Classe 2 si possono installare fra le prese elettriche e gli elettrodomestici, senza interventi nell'impianto esistente, ovvero "all'interno" della presa o quadro secondario. In questo caso, in entrata si collegano in parallelo a uno dei due cavi che alimentano una presa elettrica e in uscita a un altro cavo che scarica sulla messa a terra.
Per gli SPD di Classe 1 esiste solamente quest'ultima modalità di installazione. Non appena arriva la scarica e misura una forte differenza di tensione, il componente interviene e conduce una quantità di corrente tale da deviare la tensione in eccesso rispetto a quella di rete, nel ramo del partitore di tensione con resistenza più bassa, che deve essere quello collegato alla messa a terra.
La deviazione non interrompe in questo modo la continuità di servizio. Il filtro SPD di questo tipo può però essere bypassato dalla velocità della scarica (aprono il circuito in un tempo maggiore di alcuni millisecondi alla velocità della corrente), e dall'ampiezza del suo arco voltaico. Contro questo inconveniente, esiste un altro tipo di filtri SPD che deviano a terra tutta la corrente, sia di rete sia della scarica del fulmine, quando è troppo alta la sovratensione oppure la velocità di scarica, tuttavia azzerando la tensione e dunque interrompendo l'erogazione dell'elettricità. In pratica, mandano in corto circuito l'impianto elettrico, facendo intervenire le protezioni dell'impianto (magnetotermici, fusibili, interruttori differenziali).
L'efficacia degli SPD è maggiore se sono protetti tutti i potenziali veicoli di scarica: quadri e prese dell'impianto elettrico, ma anche doppino telefonico e cavo coassiale dell'antenna TV o satellitare. Per proteggere la presa del telefono o della TV/antenna satellitare, si collegano in uscita a una presa elettrica con messa a terra.
In alcune sottostazioni Enel, i filtri SPD sono utilizzati per staccare momentaneamente alcune linee in caso di temporale, per evitare che la sovratensione si propaghi. 
Pure gli elementi di rete Telecom contengono già protezioni antifulmine e da sovratensioni per evitare danni e il transito di sovraccorrenti nei cavi telefonici. Apparecchiature più piccole sono oggi disponibili sui singoli apparecchi (esempio televisore) per interrompere automaticamente l'alimentazione elettrica.

## Dati tecnici
La scarica elettrica (fulmine) è accompagnata da rumore (tuono) e da una radiazione luminosa (lampo) ed è dovuta a elevata differenza di potenziale elettrico tra nube e terra.
Il tuono è dovuto alla rapida espansione dell'aria che si surriscalda sul suo cammino e nelle immediate vicinanze. La sua velocità è circa quella del suono, quindi 335 m/s, mentre quella del lampo è di circa 300.000 km/s. Più precisamente, lampo e tuono sono due onde (luminosa e sonora) generate dallo stesso evento atmosferico (il fulmine), che si manifestano a velocità e quindi in momenti successivi.
Per conoscere a quale distanza è caduto un fulmine, è sufficiente contare i secondi che intercorrono tra la visione del lampo (praticamente immediata) e la percezione del suono (tuono). Ogni secondo sono 335 metri e quindi un chilometro di distanza ogni 3 secondi.
Per la legge di Joule, quando una corrente elettrica attraversa un corpo di resistenza R si osserva una dissipazione in calore secondo la formula
{\displaystyle P=RI^{2}}
che può anche esser scritta nella forma
{\displaystyle P={\frac {V^{2}}{R}}}
poiché, per la legge di Ohm, la corrente è proporzionale alla differenza di potenziale V secondo la formula:
{\displaystyle I={\frac {V}{R}}}
Nel caso del fulmine la potenza è di circa 10.000 kV²/R (dipende dal corpo attraversato), e pertanto il calore prodotto è sufficiente a innescare un incendio. Nel caso di alberi, vengono repentinamente riscaldati i tessuti linfatici interni fino all'evaporazione così da provocare la lacerazione dell'albero a causa della pressione interna generata dal vapore.
Il raggio di captazione è la distanza "di sicurezza", alla quale una scarica atmosferica discendente di qualsiasi intensità (diretta verso il terreno, non quelle dirette verso il cielo) batte contro un parafulmine (punta o struttura) o contro il suolo, con probabilità del 100% (evento certo), senza urtare altri punti all'interno della sfera di raggio r.
Si calcola con la seguente formula:
{\displaystyle r=0,175*I^{0,8}*h}
dove r e h (altezza della struttura) sono espressi in metri e la corrente I in chiloampere.
Da tale formula si capisce perché i parafulmini sono installati negli edifici più alti (chiese e campanili) che, a loro volta, si trovano nei punti più alti del suolo, in quanto diviene massimo il volume protetto dal parafulmine. Cosa meno intuitiva, si vede che tanto più forte è il fulmine, tanto maggiore sarà lo spazio protetto. Pertanto, hanno una utilità anche i captatori che provocano la scarica del fulmine, o meglio sistemi combinati captatore-parafulmine.
Elemento fondamentale per una buona dispersione della scarica elettrica nel terreno è la messa a terra dell'impianto, cioè il numero e la profondità dei picchetti di ferro che collegano il terreno con la corda di rame che scende dal parafulmine. Un buon progetto deve tener conto del tipo di terreno (roccioso, argilloso, ecc.) e della sua resistenza caratteristica o stagionale.
Si è però visto che non tutta la scarica viene catturata nei conduttori e nella messa a terra, a qualsiasi intensità, ma che al crescere della intensità elettrica è raggiunto più velocemente il campo critico e aumenta la dispersione, vale a dire la distanza dalla struttura cui il fulmine viene deviato.

## Impianti solari e fotovoltaici
Per gli impianti solari o fotovoltaici a tetto, se vi sono dei conduttori non schermati paralleli alla caduta del fulmine, si creeranno delle forti sovratensioni ed energie indotte significative, che in assenza di uno scarico a terra, fanno aumentare la tensione a livelli inaccettabili, con danno irreparabile per inverter e alcuni pannelli.
La norma CEI 82-25 del giugno 2006 stabilisce i parametri tecnici per valutare se l'impianto contro i fulmini è obbligatorio. In generale, è d'obbligo per quegli impianti che alterano in modo "consistente" la sagoma dell'edificio. Altre norme di riferimento sono la CEI EN 62305 (CEI 81-10).

## Nella religione
Nel XVIII secolo era ancora di usanza comune ritenere che i fulmini, assieme ad altri fenomeni naturali allora inspiegati, fossero causati da una volontà divina. L'invenzione del parafulmine, inizialmente disapprovato dal clero che lo riteneva uno strumento che limitava l'ira di Dio, contribuì alla fine di questo mito.
Re Giorgio III ostacolò la diffusione del parafulmine nel Regno Unito, anteponendo all'avversario Franklin le tesi dello scienziato reale Benjamin Wilson, che teorizzò la necessità di chiudere il circuito di scarico della massa a terra con un conduttore di forma sferica.